# Pusztaszabolcsi Katasztrófavédelmi Őrs
Pusztaszabolcsi Katasztrófavédelmi Őrs 2014-ben alapított pusztaszabolcsi székhelyű katasztrófavédelmi őrs, tűzoltóság. A Pusztaszabolcsi Katasztrófavédelmi Őrs laktanyája 2014-ben épült. A laktanyában négy hivatásos tűzoltó és egy 4000 literes, terepjáró képességű Mercedes Atego gépjárműfecskendő áll készenlétben.
A Pusztaszabolcsi Katasztrófavédelmi Őrs működési területe 10 településből áll: Adony, Besnyő, Beloiannisz, Gárdony, Iváncsa, Kápolnásnyék, Pusztaszabolcs, Szabadegyháza, Velence, Zichyújfalu. A Pusztaszabolcsi Katasztrófavédelmi Őrs a Dunaújvárosi Hivatásos Tűzoltó-parancsnokság irányítása alatt működik.